# Спін (роман)
«Спін» (англ. Spin) — науково-фантастичний роман канадського письменника-фантаста Роберта Чарльза Вілсона, виданий у 2005 році. Є першою книгою однойменної трилогії. Автор отримав премію Г'юго за найкращий роман у 2006 році.

## Сюжет
Роман написаний від імені Тайлера Дюпре, який у дитинстві стає свідком зникнення зірок і Місяця, позаяк Землю огорнула мембрана, яка отримала назву «Спін». Спін блокує будь-які випромінювання як із космосу, так і з Землі (але не космічні апарати), у той же час проєктуючи фальшиве Сонце, аби підтримувати життя на планеті. Також, пізніше стає відомо що час усередині Спіна істотно загальмовано щодо часу у Всесвіті — одна секунда на Землі дорівнює приблизно трьом рокам (3,17 року — «коефіцієнт Спіна») за межами Спіна. Це означає, що впродовж одного покоління Земля загине внаслідок перетворення Сонця в червоного гіганта. Звідти ж висновок, що блокувальний ефект Спіна — навмисний, адже без нього сповільнена Земля буде просто спалена сонячними променями (три роки сонячної радіації за кожну секунду).
Усе це Тайлер дізнається від свого друга Джейсона Лоутона, сина заможного підприємця І-Ді Лоутона. Роман зосереджений на подальшому житті Тайлера, Джейсона і його сестри-близнючки Діани, на кожного з яких Спін впливає по-різному.
Після знищення всіх штучних супутників Спіном, І-Ді Лоутон починає надавати аеростатні ретранслятори замість супутників і здобуває великий економічний і політичний вплив. Джейсон йде в науку, намагаючись зрозуміти, що таке Спін і як його можна зупинити. Завдяки фінансовій та політичній підтримці батька, Джейсон також стає досить впливовою особою. Будучи повною протилежністю брата, Діана вступає до релігійного культу «Нове Царство», який вважає, що Спін є планом Господа для кінця світу. Тайлер же стає лікарем і заглиблюється в роботу, однак час від часу відчуває кризи, пов'язані зі Спіном.
Коли над полюсами за межами Спіна виявляються неземні конструкції, Китай здійснює по них залп ядерними ракетами. Ядерний вибух не залишає ані подряпини на конструкціях, але на деякий час порушує блокувальний ефект Спіна, і перед людством тимчасово відкривається слайд-шоу мінливого Всесвіту.
Через кілька років земні уряди зважуються на відчайдушну спробу порятунку людської раси. Оскільки Марс уже перебуває в населеній зоні й значно потеплішав, фірма Лоутон «Перігельйон» переконує світові держави почати грандіозний проєкт тераформування червоної планети шляхом запуску ракет, наповнених мікроорганізмами. Хоча на Землі пройде всього кілька днів, сотні тисячоліть пройдуть на Марсі, даючи час еволюції створити біосферу на безжиттєвій планеті. Після цього будуть послані ракети з поселенцями, які й стануть прабатьками марсіанської цивілізації, завдання якої — вивчити Спін і віднайти спосіб його зупинити. Проєкт має позитивний результат, але потім «гіпотетики» (невідома раса істот, які керують Спіном) теж покривають Марс Спіном. Перед цим, марсіани посилають на Землю посла на ймення Ван Нґо Вен, аби встановити контакт із цивілізацією предків. Марсіани набагато перевершили землян у деяких галузях науки, але також не мають поняття про Спін та гіпотетиків.
Ван надає землянам технологію для створення біологічних зондів фон Неймана, які поширяться галактикою і передаватимуть на Землю і Марс дані з інших зоряних систем. Ван також дає Джейсонові сироватку, яка дозволяє людині (землянинові або марсіанинові) досягти «четвертого віку», продовжуючи життя на багато десятиліть. Під час подорожі Вана до Гранд-Каньйону, на його конвой нападають бандити і Ван гине в перестрілці від випадкової кулі. Проте, Джейсон все ж переконує президента США Ломакса почати проєкт засіювання хмари Оорта біозондами.
Зрештою, багато років по тому, Спін зникає. Попри величезне червоне Сонце, життя триває. Тайлер дізнається що Діана смертельно хвора і везе її додому, щоб вколоти їй марсіанську сироватку. Там він дізнається, що Джейсон вмирає через іншу сироватку, яку він собі ввів, ту котра дозволяє зв'язуватися з біозондами, що розповсюдилися по галактиці. Він розкриває Тайлерові справжнє призначення Спіна, а також природу гіпотетиків. Виявляється, що гіпотетико є штучними істотами, схожими на марсіанські біозонди, які впродовж мільярдів років поширювалися галактикою і створювали подобу нейронної мережі. За цей час вони стали свідками народження і загибелі безлічі розумних істот і вирішили їх урятувати. Для досягнення цього, вони накривають Спіном будь-яку цивілізацію, що досягла кризового стану (коли цивілізація більше не здатна себе підтримувати), аби її зберегти, допоки гіпотетики не встановили на планетах величезні портали в інші придатні для життя світи, дозволяючи розумним расам поширюватися галактикою. Позаяк швидкість світла перевершити не можна, то гіпотетикам довелося переносити ці портали багато мільйонів років через космічний простір. Один з таких порталів — величезне металеве кільце понад тисячу кілометрів у діаметрі (хоча люди називають його Аркою) — вони скидають до Індійського океану, який миттєво перекидає будь-яке морське судно з людьми на борту, що йде з півдня, на іншу планету. Сам Спін досі існує, але вже не сповільнює час усередині.
Тайлерові й Діані доводиться тікати від уряду США, який навмисно знищив усе пов'язане з Марсом, включно з «четвертими» (людей, змінених сироваткою), коли виявилося, що марсіани використовують технології гіпотетиків. Пізніше, Тайлер теж стає «четвертим». Тим часом, починається міграція людей до нового світу, на континент під назвою Екваторія. Також, у новому світі виявлений ще один портал, який веде до третього світу. Наприкінці роману, Тайлер і Діана прямують на кораблі до нового світу, аби почати нове життя разом, і розвіюють прах Джейсона в точці переходу.

## Критика
Загалом, «Спін» отримав хороші відгуки від рецензентів. Грег Джонсон у рецензії на SF Site зазначив, що фокусування Вілсона на емоційних переживаннях героїв суперечить сучасній моді в науковій фантастиці, але такий підхід зробив його одним з найкращих романів року.
Томас Вагнер ув огляді на сайті SFReviews.net назвав роман таким, що приніс йому найбільше задоволення за останнє десятиліття, похвалив автора за витонченість у застосуванні оповідних методів, широту охоплення і розуміння людських емоцій.

## Нагороди
- Г'юго  — переможець
- Меморіальна премія Джона Кемпбелла  — номінація
- Локус — номінація[2]